# Kreischa
Kreischa (gammalslaviska: cryshowe = de lamas by) är en Gemeinde i Landkreis Sächsische Schweiz-Osterzgebirge i Sachsen, Tyskland med cirka 4 600 invånare.
Till Kreischa hör följande Ortsteile: Babisnau, Bärenklause, Brösgen, Gombsen, Kautzsch, Kleba, Kleincarsdorf, Lungkwitz, Quohren, Saida, Sobrigau, Theisewitz, Wittgensdorf och Zscheckwitz.
Nämndes för första gången 1292.